# Queen's Club Championships
The Queen's Club Championships, actualment conegut com a HSBC Championships, és un torneig tennístic professional que es disputa anualment a les pistes de gespa del Queen's Club, Londres, Regne Unit. Pertany a les sèries 250 del circuit ATP masculí. Se celebra cada any al mes de juny, poc després de Roland Garros, i és un dels torneigs sobre gespa que serveixen per preparar el Grand Slam de Wimbledon. De fet, és el principal torneig sobre gespa per darrere de Wimbledon i té la fama que ajuda a crear campions per al Grand Slam.
El vencedor del 2009 fou l'escocès Andy Murray, el primer tennista britànic que guanyava el torneig des de 1938 amb Bunny Austin. L'any 2015 va pujar de categoria a les sèries 500 per tal de donar més pes als torneigs disputats sobre gespa en el circuit.
Anteriorment també ha tingut els noms de Stella Artois Championships, Aegon Championships, Fever-Tree Championships i cinch Championships.

## Palmarès

### Individual masculí

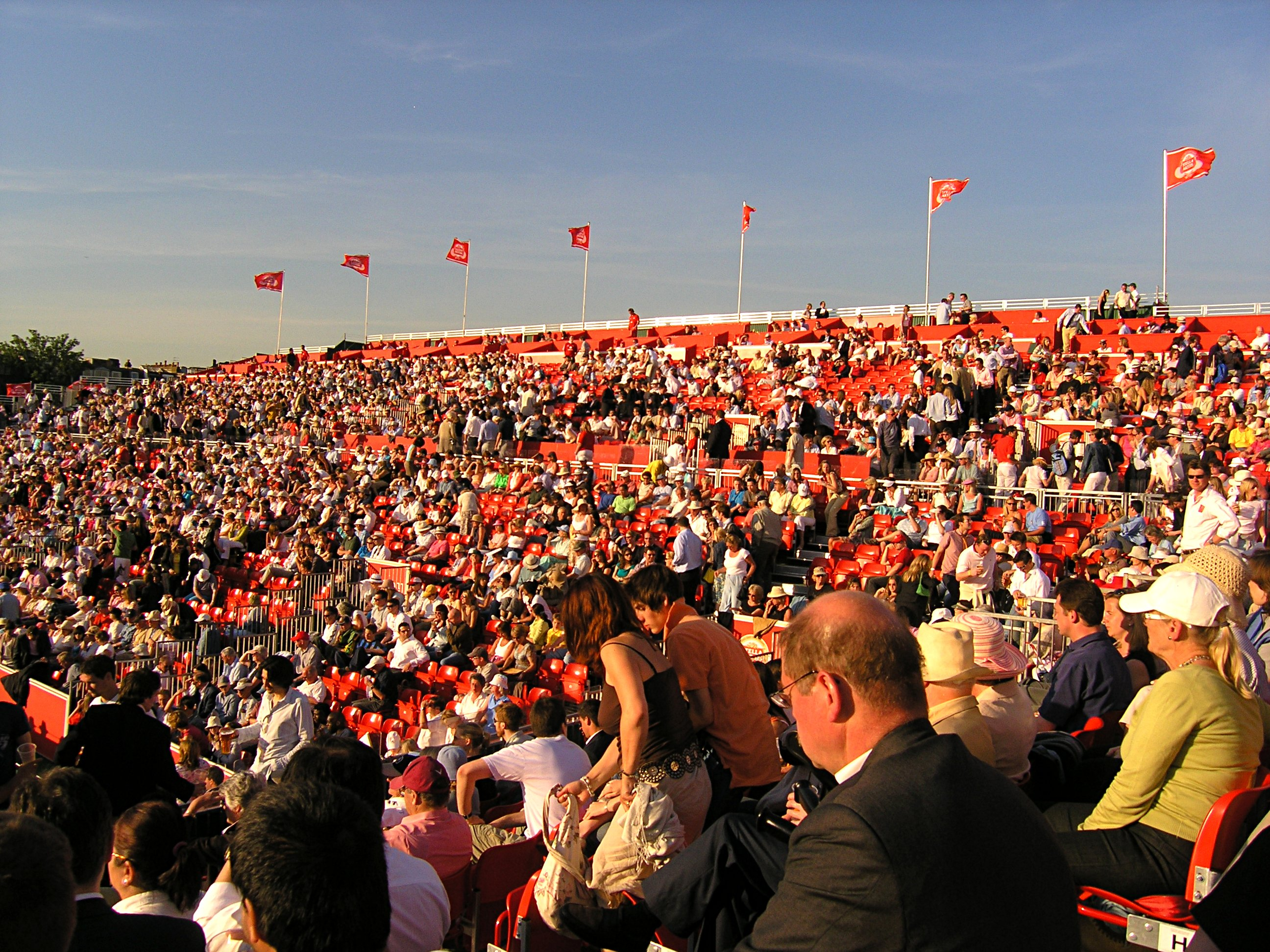
Pista central del Queen's Club durant el campionat del 2005.

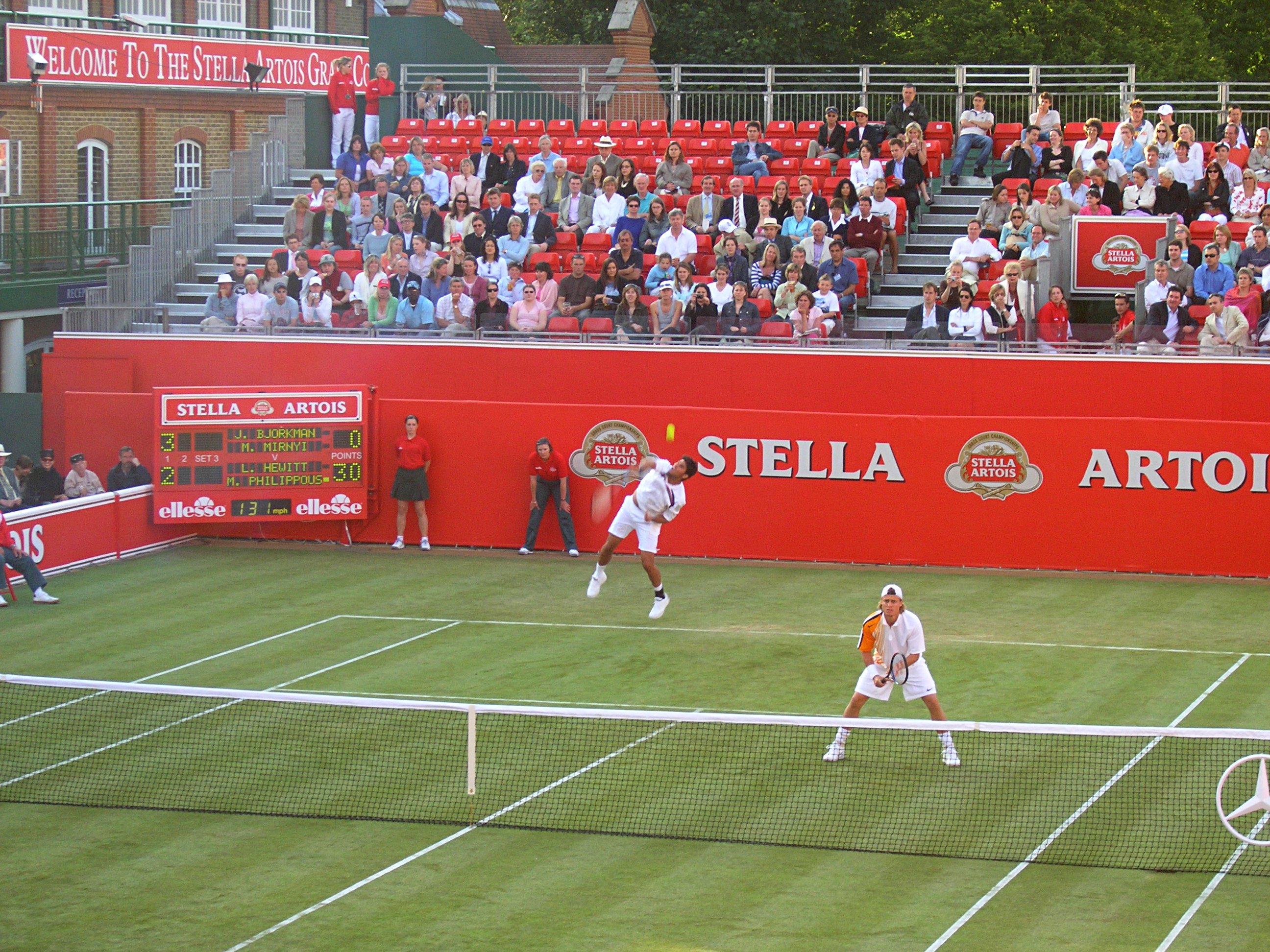
Lleyton Hewitt i Mark Philippoussis (2005).

| Any                      | Campió                                            | Finalista                                         | Resultat                                          |
| ------------------------ | ------------------------------------------------- | ------------------------------------------------- | ------------------------------------------------- |
| ATP World Tour 500       |                                                   |                                                   |                                                   |
| 2025                     | Carlos Alcaraz (2)                                | Jiří Lehečka                                      | 7−5, 6−7(5), 6−2                                  |
| 2024                     | Tommy Paul                                        | Lorenzo Musetti                                   | 6−1, 7−6(8)                                       |
| 2023                     | Carlos Alcaraz                                    | Alex de Minaur                                    | 6−4, 6−4                                          |
| 2022                     | Matteo Berrettini (2)                             | Filip Krajinović                                  | 7−5, 6−4                                          |
| 2021                     | Matteo Berrettini                                 | Cameron Norrie                                    | 6−4, 6−7(5), 6−3                                  |
| 2020                     | Torneig suspès a causa de la pandèmia de COVID-19 | Torneig suspès a causa de la pandèmia de COVID-19 | Torneig suspès a causa de la pandèmia de COVID-19 |
| 2019                     | Feliciano López (2)                               | Gilles Simon                                      | 6−2, 6−7(4), 7−6(2)                               |
| 2018                     | Marin Čilić (2)                                   | Novak Đoković                                     | 5−7, 7−6(4), 6−3                                  |
| 2017                     | Feliciano López                                   | Marin Čilić                                       | 4−6, 7−6(2), 7−6(8)                               |
| 2016                     | Andy Murray (5)                                   | Milos Raonic                                      | 6−7(5), 6−4, 6−3                                  |
| 2015                     | Andy Murray                                       | Kevin Anderson                                    | 6−3, 6−4                                          |
| ATP World Tour 250       |                                                   |                                                   |                                                   |
| 2014                     | Grígor Dimitrov                                   | Feliciano López                                   | 6−7(8), 7−6(1), 7−6(6)                            |
| 2013                     | Andy Murray                                       | Marin Čilić                                       | 5−7, 7−5, 6−3                                     |
| 2012                     | Marin Čilić                                       | David Nalbandian                                  | 6−7(3) 4−3, desqualificació                       |
| 2011                     | Andy Murray                                       | Jo-Wilfried Tsonga                                | 3−6, 7−6(2), 6−4                                  |
| 2010                     | Sam Querrey                                       | Mardy Fish                                        | 7−6(3), 7−5                                       |
| 2009                     | Andy Murray                                       | James Blake                                       | 7−5, 6−4                                          |
| ATP International Series |                                                   |                                                   |                                                   |
| 2008                     | Rafael Nadal                                      | Novak Đoković                                     | 7−6(6), 7−5                                       |
| 2007                     | Andy Roddick (4)                                  | Nicolas Mahut                                     | 4−6, 7−6(7), 7−6(2)                               |
| 2006                     | Lleyton Hewitt (4)                                | James Blake                                       | 6−4, 6−4                                          |
| 2005                     | Andy Roddick                                      | Ivo Karlović                                      | 7−6, 7−6                                          |
| 2004                     | Andy Roddick                                      | Sebastien Grosjean                                | 7−6, 6−4                                          |
| 2003                     | Andy Roddick                                      | Sebastien Grosjean                                | 6−3, 6−3                                          |
| 2002                     | Lleyton Hewitt                                    | Tim Henman                                        | 4−6, 6−1, 6−4                                     |
| 2001                     | Lleyton Hewitt                                    | Tim Henman                                        | 7−6, 7−6                                          |
| 2000                     | Lleyton Hewitt                                    | Pete Sampras                                      | 6−4, 6−4                                          |
| 1999                     | Pete Sampras (2)                                  | Tim Henman                                        | 6−7(1), 6−4, 7−6(4)                               |
| 1998                     | Scott Draper                                      | Laurence Tieleman                                 | 7−6(5), 6−4                                       |
| 1997                     | Mark Philippoussis                                | Goran Ivanišević                                  | 7−5, 6−3                                          |
| 1996                     | Boris Becker (4)                                  | Stefan Edberg                                     | 6−4, 7−6                                          |
| 1995                     | Pete Sampras                                      | Guy Forget                                        | 7−6(3), 7−6(6)                                    |
| 1994                     | Todd Martin                                       | Pete Sampras                                      | 7−6(4), 7−6(4)                                    |
| 1993                     | Michael Stich                                     | Wayne Ferreira                                    | 6−3, 6−4                                          |
| 1992                     | Wayne Ferreira                                    | Shuzo Matsuoka                                    | 6−3, 6−4                                          |
| 1991                     | Stefan Edberg                                     | David Wheaton                                     | 6−2, 6−3                                          |
| 1990                     | Ivan Lendl                                        | Boris Becker                                      | 6−3, 6−2                                          |
| 1989                     | Ivan Lendl                                        | Christo Van Rensburg                              | 4−6, 6−3, 6−4                                     |
| 1988                     | Boris Becker                                      | Stefan Edberg                                     | 6−1, 3−6, 6−3                                     |
| 1987                     | Boris Becker                                      | Jimmy Connors                                     | 6−7, 6−3, 6−4                                     |
| 1986                     | Tim Mayotte                                       | Jimmy Connors                                     | 6−4, 2−1, retirada                                |
| 1985                     | Boris Becker                                      | Johan Kriek                                       | 6−2, 6−3                                          |
| 1984                     | John McEnroe (4)                                  | Leif Shiras                                       | 6−1, 3−6, 6−2                                     |
| 1983                     | Jimmy Connors (3)                                 | John McEnroe                                      | 6−3, 6−3                                          |
| 1982                     | Jimmy Connors                                     | John McEnroe                                      | 7−5, 6−3                                          |
| 1981                     | John McEnroe                                      | Brian Gottfried                                   | 7−6, 7−5                                          |
| 1980                     | John McEnroe                                      | Kim Warwick                                       | 6−3, 6−1                                          |
| 1979                     | John McEnroe                                      | Victor Pecci                                      | 6−7, 6−1, 6−1                                     |
| 1978                     | Tony Roche                                        | John McEnroe                                      | 8−6, 9−7                                          |
| 1977                     | Raúl Ramirez                                      | Mark Cox                                          | 9−7, 7−5                                          |
| 1976                     | No celebrat                                       | No celebrat                                       | No celebrat                                       |
| 1975                     | No celebrat                                       | No celebrat                                       | No celebrat                                       |
| 1974                     | No celebrat                                       | No celebrat                                       | No celebrat                                       |
| 1973                     | Ilie Năstase                                      | Roger Taylor                                      | 10−8, 6−3                                         |
| 1972                     | Jimmy Connors                                     | John Paish                                        | 6−2, 6−3                                          |
| 1971                     | Stan Smith                                        | John Newcombe                                     | 8−6, 6−3                                          |
| 1970                     | Rod Laver                                         | John Newcombe                                     | 6−4, 6−3                                          |
| 1969                     | Fred Stolle                                       | John Newcombe                                     | 6−3, 22−20                                        |

### Individual femení
| Any         | Campiona      | Finalista        | Resultat    |
| ----------- | ------------- | ---------------- | ----------- |
| WTA 500     |               |                  |             |
| 2025        | Tatjana Maria | Amanda Anisimova | 6−3, 6−4    |
| 2024 − 1974 | No celebrat   | No celebrat      | No celebrat |
| 1973        | Chris Evert   | Karen Krantzcke  | 6−4, 6−0    |
| 1972        | Olga Morozova | Evonne Goolagong | 6−2, 6−3    |

### Dobles masculins
| Any                      | Campions                                          | Finalistes                                        | Resultat                                          |
| ------------------------ | ------------------------------------------------- | ------------------------------------------------- | ------------------------------------------------- |
| ATP World Tour 500       |                                                   |                                                   |                                                   |
| 2025                     | Julian Cash Lloyd Glasspool                       | Nikola Mektić Michael Venus                       | 6−3, 6−7(5), [10−6]                               |
| 2024                     | Neal Skupski Michael Venus                        | Taylor Fritz Karén Khatxànov                      | 4−6, 7−6(5), [10−8]                               |
| 2023                     | Ivan Dodig Austin Krajicek                        | Taylor Fritz Jiří Lehečka                         | 6−4, 6−7(5), [10−3]                               |
| 2022                     | Nikola Mektić Mate Pavić                          | Lloyd Glasspool Harri Heliövaara                  | 3−6, 7−6(3), [10−6]                               |
| 2021                     | Pierre-Hugues Herbert Nicolas Mahut (3)           | Reilly Opelka John Peers                          | 6−4, 7−5                                          |
| 2020                     | Torneig suspès a causa de la pandèmia de COVID-19 | Torneig suspès a causa de la pandèmia de COVID-19 | Torneig suspès a causa de la pandèmia de COVID-19 |
| 2019                     | Feliciano López Andy Murray                       | Rajeev Ram Joe Salisbury                          | 7−6(6), 5−7, [10−5]                               |
| 2018                     | Henri Kontinen John Peers                         | Jamie Murray Bruno Soares                         | 6−4, 6−3                                          |
| 2017                     | Jamie Murray Bruno Soares                         | Julien Benneteau Edouard Roger-Vasselin           | 6−2, 6−3                                          |
| 2016                     | Pierre-Hugues Herbert Nicolas Mahut               | Chris Guccione André Sá                           | 6−3, 7−6(5)                                       |
| 2015                     | Pierre-Hugues Herbert Nicolas Mahut               | Marcin Matkowski Nenad Zimonjić                   | 6−2, 6−2                                          |
| ATP World Tour 250       |                                                   |                                                   |                                                   |
| 2014                     | Alexander Peya Bruno Soares                       | Jamie Murray John Peers                           | 4−6, 7−6(4), [10−4]                               |
| 2013                     | Bob Bryan Mike Bryan (5)                          | Alexander Peya Bruno Soares                       | 4−6, 7−5, [10−3]                                  |
| 2012                     | Max Mirnyi Daniel Nestor                          | Bob Bryan Mike Bryan                              | 6−3, 6−4                                          |
| 2011                     | Bob Bryan Mike Bryan                              | Mahesh Bhupathi Leander Paes                      | 6−7(2), 7−6(4), [10−6]                            |
| 2010                     | Novak Đoković Jonathan Erlich                     | Karol Beck David Škoch                            | 6−7(6), 6−2, [10−3]                               |
| 2009                     | Wesley Moodie Mikhaïl Iujni                       | Marcelo Melo André Sá                             | 6−4, 4−6, [10−6]                                  |
| ATP International Series |                                                   |                                                   |                                                   |
| 2008                     | Daniel Nestor Nenad Zimonjić                      | Marcelo Melo André Sá                             | 6−4, 7−6(3)                                       |
| 2007                     | Mark Knowles Daniel Nestor                        | Bob Bryan Mike Bryan                              | 7−5, 6−4                                          |
| 2006                     | Paul Hanley Kevin Ullyett                         | Jonas Björkman Max Mirnyi                         | 6−4, 7−6                                          |
| 2005                     | Bob Bryan Mike Bryan                              | Jonas Björkman Max Mirnyi                         | 6−7, 7−6, 7−6                                     |
| 2004                     | Bob Bryan Mike Bryan                              | Mark Knowles Daniel Nestor                        | 6−3, 6−4                                          |
| 2003                     | Mark Knowles Daniel Nestor                        | Mahesh Bhupathi Max Mirnyi                        | 6−3, 6−4                                          |
| 2002                     | Wayne Black Kevin Ullyett                         | Mahesh Bhupathi Max Mirnyi                        | 7−6, 3−6, 6−3                                     |
| 2001                     | Bob Bryan Mike Bryan                              | Eric Taino David Wheaton                          | 6−3, 6−2                                          |
| 2000                     | Todd Woodbridge Mark Woodforde (4)                | Jonathan Stark Eric Taino                         | 7−6, 6−4                                          |
| 1999                     | Sébastien Lareau Alex O'Brien                     | Todd Woodbridge Mark Woodforde                    | 6−3, 7−6                                          |
| 1998                     | Final cancel·lada per la pluja                    | Final cancel·lada per la pluja                    | Final cancel·lada per la pluja                    |
| 1997                     | Mark Philippoussis Patrick Rafter                 | Sandon Stolle Cyril Suk                           | 6−2, 4−6, 7−5                                     |
| 1996                     | Todd Woodbridge Mark Woodforde                    | Sébastien Lareau Alex O'Brien                     | 6−2, 6−7, 6−3                                     |
| 1995                     | Todd Martin Pete Sampras                          | Jan Apell Jonas Björkman                          | 6−4, 6−2                                          |
| 1994                     | Jan Apell Jonas Björkman                          | Todd Woodbridge Mark Woodforde                    | 5−7, 7−6, 6−4                                     |
| 1993                     | Todd Woodbridge Mark Woodforde                    | Neil Broad Gary Muller                            | 6−4, 6−7, 6−3                                     |
| 1992                     | John Fitzgerald Anders Järryd                     | Goran Ivanišević Diego Nargiso                    | 7−6, 2−6, 16−14                                   |
| 1991                     | Todd Woodbridge Mark Woodforde                    | Grant Connell Glenn Michibata                     | 7−6, 6−4                                          |
| 1990                     | Jeremy Bates Kevin Curren                         | Henri Leconte Ivan Lendl                          | 7−6, 6−4                                          |
| 1989                     | Darren Cahill Mark Kratzmann                      | Tim Pawsat Laurie Warder                          | 7−6, 6−3                                          |
| 1988                     | Ken Flach Robert Seguso (2)                       | Pieter Aldrich Danie Visser                       | 6−2, 7−6                                          |
| 1987                     | Guy Forget Yannick Noah                           | Rick Leach Tim Pawsat                             | 6−4, 6−4                                          |
| 1986                     | Kevin Curren Guy Forget                           | Darren Cahill Mark Kratzmann                      | 6−2, 7−6                                          |
| 1985                     | Ken Flach Robert Seguso                           | Pat Cash John Fitzgerald                          | 3−6, 6−3, 16−14                                   |
| 1984                     | Pat Cash Paul McNamee                             | Bernard Mitton Butch Walts                        | 6−4, 6−3                                          |
| 1983                     | Brian Gottfried Paul McNamee                      | Kevin Curren Steve Denton                         | 6−4, 6−3                                          |
| 1982                     | John McEnroe Peter Rennert                        | Victor Amaya Hank Pfister                         | 7−6, 7−5                                          |
| 1981                     | Pat Du Pré Brian Teacher                          | Kevin Curren Steve Denton                         | 3−6, 7−6, 11−9                                    |
| 1980                     | Rod Frawley Geoff Masters                         | Paul McNamee Sherwood Stewart                     | 6−2, 4−6, 11−9                                    |
| 1979                     | Tim Gullikson Tom Gullikson                       | Marty Riessen Sherwood Stewart                    | 6−4, 6−4                                          |
| 1978                     | Bob Hewitt Frew McMillan                          | Fred McNair Raúl Ramírez                          | 6−2, 7−5                                          |
| 1977                     | Anand Amritraj Vijay Amritraj                     | John Lloyd David Lloyd                            | 6−1, 6−2                                          |
| 1976                     | No celebrat                                       | No celebrat                                       | No celebrat                                       |
| 1975                     | No celebrat                                       | No celebrat                                       | No celebrat                                       |
| 1974                     | No celebrat                                       | No celebrat                                       | No celebrat                                       |
| 1973                     | Tom Okker Marty Riessen (3)                       | Ray Keldie Raymond Moore                          | 6−4, 7−5                                          |
| 1972                     | Jim McManus Jim Osborne                           | Jürgen Fassbender Karl Meiler                     | 4−6, 6−3, 7−5                                     |
| 1971                     | Tom Okker Marty Riessen                           | Stan Smith Erik Van Dillen                        | 8−6, 4−6, 15−13                                   |
| 1970                     | Tom Okker Marty Riessen                           | Arthur Ashe Charlie Pasarell                      | 7−9, 6−4, 9−7                                     |
| 1969                     | Owen Davidson Dennis Ralston                      | Ove Nils Bengtson Thomaz Koch                     | 8−6, 6−3                                          |

### Dobles femenins
| Any         | Campiones                         | Finalistes                   | Resultat            |
| ----------- | --------------------------------- | ---------------------------- | ------------------- |
| WTA 500     |                                   |                              |                     |
| 2025        | Asia Muhammad Demi Schuurs        | Anna Danilina Diana Shnaider | 7−5, 6−7(3), [10−4] |
| 2024 − 1974 | No celebrat                       | No celebrat                  | No celebrat         |
| 1973        | Rosie Casals Billie Jean King (2) | Brenda Kirk Pat Walkden      | 5−7, 7−0, 6−2       |
| 1972        | Rosie Casals Billie Jean King     | Françoise Durr Betty Stöve   | 4−6, 6−3, 7−5       |

### Individual masculí pre-Era Open
| Any  | Campió                                    | Finalista                                 | Resultat                                  |
| ---- | ----------------------------------------- | ----------------------------------------- | ----------------------------------------- |
| 1968 | Clark Graebner                            |                                           | Títol compartit                           |
| 1968 | Tom Okker                                 |                                           | Títol compartit                           |
| 1967 | John Newcombe                             | Roger Taylor                              | 7−5, 6−3                                  |
| 1966 | Roy Emerson (4)                           | Tony Roche                                | No presentat                              |
| 1965 | Roy Emerson                               | Dennis Ralston                            | No presentat                              |
| 1964 | Roy Emerson                               | Tomas Lejus                               | 12−10, 6−4                                |
| 1963 | Roy Emerson                               | Owen Davidson                             | 6−1, 6−2                                  |
| 1962 | Rod Laver                                 | Roy Emerson                               | 6−4, 7−5                                  |
| 1961 | Bob Hewitt                                | Robert McKinley                           | 6−2, 6−3                                  |
| 1960 | Andrés Gimeno                             | Roy Emerson                               | 8−6, 6−3                                  |
| 1959 | Ramanathan Krishnan                       | Neale Fraser                              | 6−3, 6−0                                  |
| 1958 | Malcolm Anderson                          | Robert Mark                               | 1−6, 11−9, 6−3                            |
| 1957 | Ashley Cooper                             | Neale Fraser                              | 6−8, 6−2, 6−3                             |
| 1956 | Neale Fraser                              | Ken Rosewall                              | 7−5, 3−6, 9−7                             |
| 1955 | Ken Rosewall                              | Lewis Hoad                                | 6−2, 6−3                                  |
| 1954 | Lewis Hoad (2)                            | Mervyn Rose                               | 8−6, 6−4                                  |
| 1953 | Lewis Hoad                                | Ken Rosewall                              | 8−6, 10−8                                 |
| 1952 | Frank Sedgman                             | Mervyn Rose                               | 10−8, 6−2                                 |
| 1951 | Eric Sturgess                             | Frank Sedgman                             | 6−4, 5−7, 6−2                             |
| 1950 | John Bromwich                             | Arthur Larsen                             | 6−2, 6−4                                  |
| 1949 | Ted Schroeder                             | Gardnar Mulloy                            | 8−6, 6−0                                  |
| 1948 | Robert Falkenburg (2)                     |                                           | Títol compartit                           |
| 1948 | Eric Sturgess                             |                                           | Títol compartit                           |
| 1947 | Robert Falkenburg                         | Colin Long                                | 6−4, 7−5                                  |
| 1946 | Pancho Segura                             | Colin Long                                | 6−4, 7−5                                  |
| 1945 | No celebrat per la Segona Guerra Mundial  | No celebrat per la Segona Guerra Mundial  | No celebrat per la Segona Guerra Mundial  |
| 1944 | No celebrat per la Segona Guerra Mundial  | No celebrat per la Segona Guerra Mundial  | No celebrat per la Segona Guerra Mundial  |
| 1943 | No celebrat per la Segona Guerra Mundial  | No celebrat per la Segona Guerra Mundial  | No celebrat per la Segona Guerra Mundial  |
| 1942 | No celebrat per la Segona Guerra Mundial  | No celebrat per la Segona Guerra Mundial  | No celebrat per la Segona Guerra Mundial  |
| 1941 | No celebrat per la Segona Guerra Mundial  | No celebrat per la Segona Guerra Mundial  | No celebrat per la Segona Guerra Mundial  |
| 1940 | No celebrat per la Segona Guerra Mundial  | No celebrat per la Segona Guerra Mundial  | No celebrat per la Segona Guerra Mundial  |
| 1939 | Gottfried von Cramm                       | Ghaus Mohammad                            | 6−1, 6−3                                  |
| 1938 | Henry Austin                              | Kho Sin Kie                               | 6−2, 6−0                                  |
| 1937 | Donald Budge (2)                          | Henry Austin                              | 6−1, 6−2                                  |
| 1936 | Donald Budge                              | David N. Jones                            | 6−4, 6−3                                  |
| 1935 | Wilmer Allison                            |                                           | Títol compartit                           |
| 1935 | David N. Jones                            |                                           | Títol compartit                           |
| 1934 | Sidney Wood                               | Frank Shields                             | 6−4, 6−3                                  |
| 1933 | Ellsworth Vines                           |                                           | Títol compartit                           |
| 1933 | Lester Stoefen                            |                                           | Títol compartit                           |
| 1932 | Jack Crawford                             | Hendrik Timmer                            | 1−6, 6−3, 6−3, 6−4                        |
| 1931 | John Olliff                               | Edward Avory                              | 3−6, 6−4, 6−2                             |
| 1930 | Wilmer Allison                            | Gregory Mangin                            | 6−4, 8−6                                  |
| 1929 | Bill Tilden (2)                           |                                           | Títol compartit                           |
| 1929 | Francis Hunter                            |                                           | Títol compartit                           |
| 1928 | Bill Tilden                               | Francis Hunter                            | 6−3, 6−2, 6−1                             |
| 1927 | Henry Mayes (3)                           | D.M. Evans                                | 6−3, 6−3                                  |
| 1926 | Henry Mayes                               | Arthur Lowe                               | 6−3, 6−2                                  |
| 1925 | Arthur Lowe (3)                           | Henry Mayes                               | 6−2, 9−7                                  |
| 1924 | Algernon Kingscote                        | Arthur Lowe                               | 3−6, 8−6, 6−3, 6−2                        |
| 1923 | Vincent Richards                          | Sydney Jacob                              | 6−2, 6−2                                  |
| 1922 | Henry Mayes                               | Donald Greig                              | 6−8, 6−2, 6−2, 6−1                        |
| 1921 | Zenzo Shimizu                             | Mohammed Sleem                            | 6−2, 6−0                                  |
| 1920 | Bill Johnston                             | Bill Tilden                               | 4−6, 6−2, 6−4                             |
| 1919 | Pat O'Hara Wood                           | Louis Raymond                             | 6−4, 6−0, 2−6, 7−5                        |
| 1918 | No celebrat per la Primera Guerra Mundial | No celebrat per la Primera Guerra Mundial | No celebrat per la Primera Guerra Mundial |
| 1917 | No celebrat per la Primera Guerra Mundial | No celebrat per la Primera Guerra Mundial | No celebrat per la Primera Guerra Mundial |
| 1916 | No celebrat per la Primera Guerra Mundial | No celebrat per la Primera Guerra Mundial | No celebrat per la Primera Guerra Mundial |
| 1915 | No celebrat per la Primera Guerra Mundial | No celebrat per la Primera Guerra Mundial | No celebrat per la Primera Guerra Mundial |
| 1914 | Arthur Lowe                               | Percival Davson                           | 6−2, 7−5, 6−4                             |
| 1913 | Arthur Lowe                               | Wallace F. Johnson                        | 7−5, 6−4, 4−6, 4−6, 6−4                   |
| 1912 | Anthony Wilding (4)                       | Otto Froitzheim                           | No presentat                              |
| 1911 | Anthony Wilding                           | Alfred Beamish                            | 7−5, 6−2, 6−3                             |
| 1910 | Anthony Wilding                           | Josiah Ritchie                            | 6−4, 6−3, 2−0, retirada                   |
| 1909 | Josiah Ritchie (4)                        | Harry Parker                              | 11−13, 6−4 6−1, 6−0                       |
| 1908 | Kenneth Powell                            | Josiah Ritchie                            | 6−4, 3−3, retirada                        |
| 1907 | Anthony Wilding                           | Josiah Ritchie                            | 6−2, 6−1, 6−0                             |
| 1906 | Josiah Ritchie                            | J.M. Flavelle                             | 6−0, 6−1, 7−5                             |
| 1905 | Holcombe Ward                             | Beals Wright                              | No presentat                              |
| 1904 | Josiah Ritchie                            | Harold Mahony                             | 6−3, 6−1, 6−1                             |
| 1903 | George Greville                           | Charles Simond                            | 6−1, 6−4, 7−9, 5−7, 6−4                   |
| 1902 | Josiah Ritchie                            | Charles Simond                            | 6−3, 6−4, 6−0                             |
| 1901 | Charles Dixon                             | George Greville                           | 6−1, 6−0, 4−6, 6−4                        |
| 1900 | Arthur Gore                               | A. Lavy                                   | 6−0, 6−2, 6−3                             |
| 1899 | Harold Mahony (3)                         | Arthur Gore                               | 8−10, 6−2, 7−5, 6−1                       |
| 1898 | Lawrence Doherty (2)                      | Harold Mahony                             | 6−3, 6−4, 9−7                             |
| 1897 | Lawrence Doherty                          | Josiah Ritchie                            | 6−2, 6−2, 6−2                             |
| 1896 | Harold Mahony                             | Reginald Doherty                          | 11−9, 6−4, 6−4                            |
| 1895 | Harry S. Barlow (2)                       | Manliff Goodbody                          | 6−4, 7−5, 5−7, 5−7, 10−8                  |
| 1894 | Harold Mahony                             | Harry S. Barlow                           | 6−2, 6−3, 6−3                             |
| 1893 | Joshua Pim                                | Harold Mahony                             | 1−6, 6−1, 6−8, 6−3                        |
| 1892 | Ernest W. Lewis                           | Joshua Pim                                | 6−4, 6−4, 3−6, 4−6, 6−1                   |
| 1891 | Harry S. Barlow                           | Joshua Pim                                | 6−4, 2−6, 6−0, 7−5                        |
| 1890 | D.G. Chaytor                              | Wilfred Baddeley                          | 3−6, 6−8, 6−1, 6−2, 6−2                   |